# Arrest Erven A/B en C

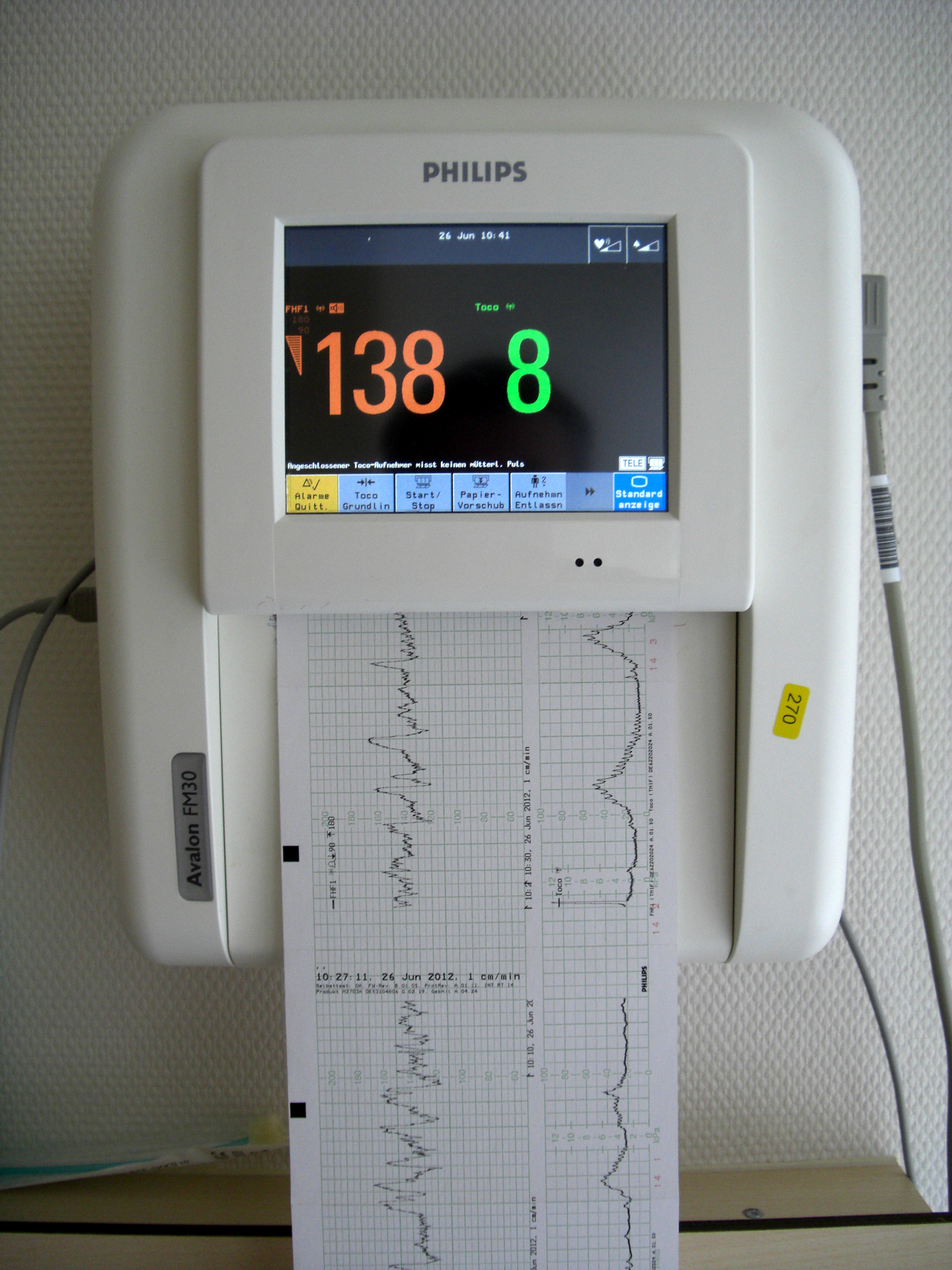
Een CTG met de hartslag van de foetus en de weeën van de moeder. De omkeringsregel zou volgens eerdere rechtspraak eisen dat het gevaar voor schade aanmerkelijk moet zijn vergroot door het niet tijdig inzetten van CTG-bewaking.

Ervan A/B en C, ook wel Erven/Ouders (HR 23 november 2012, ECLI:NL:HR:2012:BX7264), is de roepnaam van een op 23 november 2012 door de Nederlandse Hoge Raad gewezen arrest over de toepassing van de zogenaamde omkeringsregel in het Nederlandse civiele bewijsrecht. In het arrest oordeelt de Hoge Raad dat de in eerdere rechtspraak geformuleerde voorwaarde voor toepassing van de omkeringsregel, dat het in het leven geroepen specifieke gevaar 'aanmerkelijk' moet zijn vergroot door overtreding van een norm die beoogt dat specifieke gevaar te voorkomen, geen geldend recht is.

## Feiten en procesverloop
Op 16 september 1993 om 02.00 uur wordt de moeder van M met weeën opgenomen in het Kennemer Gasthuis. Om 05.10 uur wordt een cardiotocografie (CTG) van de foetus gemaakt. Daarop zijn geen bijzonderheden te zien. Vanwege de pijn wordt twintig minuten later een infuus ingebracht, waarlangs om 06.10 uur wordt verdoofd. Om 07.00 uur blijkt dit niet te werken. Om 07.40 uur lukt het om een nieuw katheter in te brengen. Op datzelfde moment breken de vliezen. Het vruchtwater blijkt vers meconium te bevatten. Vanaf dat moment vindt CTG-bewaking van de hartslag van de foetus plaats. Afwijkingen op de CTG geven aanleiding tot het doen van microbloedonderzoek. Uit dat onderzoek blijkt een extreem lage pH-waarde.
Om 09.24 uur wordt M. door middel van een tangverlossing geboren. Na de geboorte worden de volgende afwijkingen bij M vastgesteld: psychomotore retardie, schouderdystocie en erbse parese links.
De ouders van M (B en C) vorderen in deze zaak veroordeling van de gynaecoloog tot vergoeding van materiële en immateriële schade. Aan hun vordering leggen zij ten grondslag dat het letsel van M is ontstaan door onzorgvuldig handelen van de gynaecoloog tijdens de bevalling. Dit onzorgvuldig handelen bestaat er volgens de ouders van M in dat er na het aanbrengen van epidurale anesthesie geen CTG-registratie van de foetale harttonen heeft plaatsgevonden.
De rechtbank heeft de vorderingen van B en C toegewezen. Het gerechtshof heeft het vonnis van de rechtbank bekrachtigd. De gynaecoloog is op 1 september 2005, ten tijde van de behandeling van het hoger beroep, overleden. Zijn erfgenamen (de Erven A) hebben het geding overgenomen. Zij hebben tegen het eindarrest van het gerechtshof beroep in cassatie ingesteld bij de Hoge Raad.

## Rechtsvraag
Is voor de toepassing van de omkeringsregel vereist dat de kans op verwezenlijking van het door de overtreding van een norm in het leven geroepen specifieke gevaar aanmerkelijk moet zijn vergroot? (Neen.)

## Beoordeling door de Hoge Raad
De Erven A richten zich in cassatie onder meer tegen het oordeel van het gerechtshof dat het geen geldend recht is om voor de toepassing van de omkeringsregel de eis te stellen dat de kans op verwezenlijking van het door de overtreding van een norm die ertoe strekt een specifiek gevaar ter zake van het ontstaan van schade te voorkomen in het leven geroepen gevaar aanmerkelijk moet zijn vergroot. De Hoge Raad overweegt hieromtrent (rechtsoverweging 3.7):

Ingevolge vaste rechtspraak strekt de omkeringsregel ertoe dat in bepaalde gevallen een uitzondering wordt gemaakt op de hoofdregel van art. 150 Rv in dier voege dat het bestaan van causaal verband (in de zin van condicio sine qua non-verband) tussen een onrechtmatige daad of tekortkoming en het ontstaan van de schade wordt aangenomen, tenzij degene die wordt aangesproken bewijst — waarvoor in het kader van het hier te leveren tegenbewijs voldoende is: aannemelijk maakt — dat de bedoelde schade ook zonder die gedraging of tekortkoming zou zijn ontstaan. Voor toepassing van deze regel is vereist dat sprake is geweest van een gedraging in strijd met een norm die strekt tot het voorkomen van een specifiek gevaar ter zake van het ontstaan van schade, en dat degene die zich op schending van deze norm beroept, ook bij betwisting aannemelijk heeft gemaakt dat in het concrete geval het (specifieke) gevaar waartegen de norm bescherming beoogt te bieden, zich heeft verwezenlijkt (...).

Gelet op het voorgaande heeft het hof terecht geoordeeld dat de voorwaarde dat het specifieke gevaar aanmerkelijk moet zijn vergroot, geen geldend recht is.

Het cassatiemiddel faalt en de Hoge Raad verwerpt het beroep.

## Relevantie
De eis dat het in het leven geroepen specifieke gevaar aanmerkelijk moet zijn vergroot door overtreding van de norm werd nog wel gesteld in, onder meer, het arrest Der Bildtpollen Aanwas BV/Miedema (rov. 3.4). Het  duidelijkst deed de Hoge Raad dit in de arresten TFS/NS c.s. en Kastelijn/Gemeente Achtkarspelen. In dit arrest maakt de Hoge Raad duidelijk dat deze eis geen geldend recht is, zodat voor de omkeringsregel slechts is vereist, naast dat het gaat om overtreding van een norm die beoogt een specifiek gevaar ter zake van het ontstaan van schade te voorkomen, dat dit gevaar zich heeft verwezenlijkt.